# St. Cyriakus (Döcklitz)

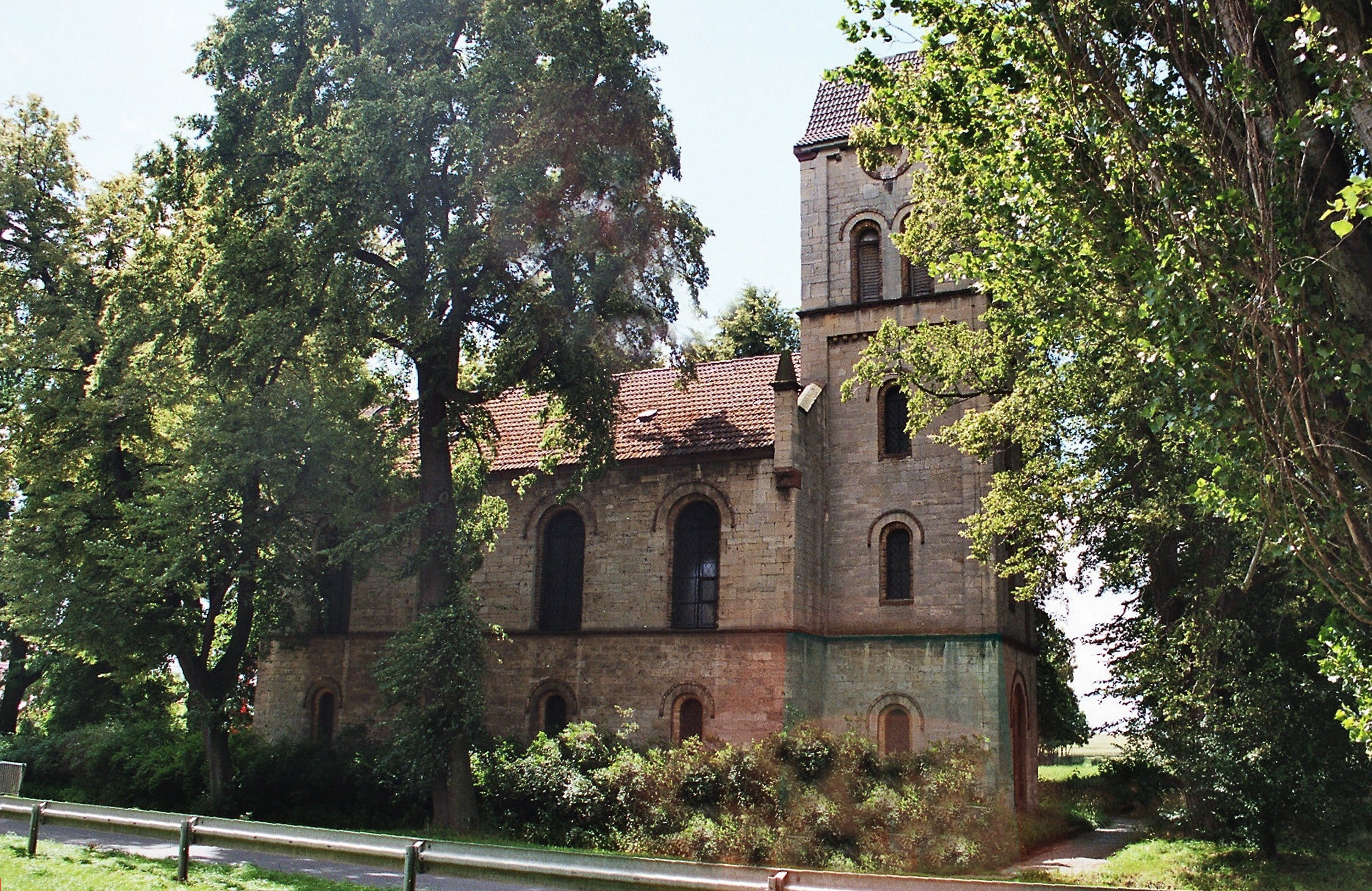
Kirche Döcklitz von Norden

St. Cyriakus ist eine denkmalgeschützte evangelische Kirche im Ortsteil Döcklitz der Gemeinde Obhausen in Sachsen-Anhalt. Im örtlichen Denkmalverzeichnis ist sie unter der Erfassungsnummer 094 16946 als Baudenkmal verzeichnet.

## Geschichte
1262 wird eine Kirche erstmals in Döcklitz im Zusammenhang mit der Filialgemeinde Kuckenburg erwähnt. Döcklitz war dabei die Pfarrkirche. Die erste Kirche im Ort könnte also um 1200 errichtet worden sein. 1497 wird das Patrozinium des Hl. Cyriakus erstmals erwähnt. Um 1630 wurde die Kirche im Dreißigjährigen Krieg zerstört, ab 1714 aber wieder aufgebaut. Der Glockenturm stand dabei frei. 1880–84 wurde am Ortsausgang eine neue, neoromanische Kirche mit Westturm und Ostapsis errichtet. Nach 1970 wurde die Kirche kaum noch genutzt, der Zustand verschlechterte sich rapide. Um 1985 sollte eine ABM-Gruppe die Kirche sichern und sanieren, beschädigte aber das Innere und auch die Orgel schwer. Inzwischen ist die Kirche baulich gesichert, das Innere aber nicht saniert. Die Kirche in Döcklitz gehört zum Kirchspiel Querfurt im Kirchenkreis Merseburg der Evangelischen Kirche Mitteldeutschlands, wird aber nur noch höchst selten genutzt.

## Architektur und Ausstattung
Die Kirche ist ein einschiffiger Saalbau mit Westturm und halbrunder, fensterloser Ostapsis im neoromanischen Stil. Der Kirchturm besitzt ein Satteldach. Die Fenster sind rundbogig, im Süden ist eine Vorhalle an das Bauwerk angefügt. Das Innere besitzt eine hölzerne Flachdecke. Die Apsis ist mit einem Sternenhimmel ausgemalt. Die Kanzel steht auf einem schlanken Fuß und ist sehr schlicht gehalten, Altar und Gestühl sind nahezu vollständig verschwunden. Die Empore ruht auf Säulen mit korinthischen Kapitellen und umfasst hufeisenförmig den Raum.

## Orgel
Die Orgel wurde 1884 durch die Werkstatt Apel aus Querfurt geschaffen. Das mechanische Instrument besitzt 14 klingende Stimmen auf zwei Manualen und Pedal. Durch den Vandalismus um 1985 wurde auch die Orgel schwer beschädigt, Teile des Prospektes und auch der Holzpfeifen wurden schlicht verheizt.

## Glocken
1862 erhielt die Kirche drei Glocken (g′ – h′ – d″) der Gießerei Ulrich/Laucha. 1917 mussten zwei Glocken abgegeben werden, sodass heute nur die kleinste noch im Turm hängt. Das Instrument hängt an einem geraden Joch und wird von Hand geläutet. Die Anlage benötigt eine dringende Sanierung, ebenso wie der Rest der Kirche.